# Doron de Belleville
Der Doron de Belleville ist ein Gebirgsfluss in Frankreich, der im Département Savoie in der Region Auvergne-Rhône-Alpes verläuft. Er entspringt unter dem Namen Torrent de Péclet im Vanoise-Massiv nördlich des Berggipfels Aiguille de Péclet (3561 m) im Gemeindegebiet von Saint-Martin-de-Belleville, entwässert generell Richtung Nordwest bis Nord und mündet nach rund 29 Kilometern an der Gemeindegrenze von Villarlurin und Salins-les-Thermes als linker Nebenfluss in den Doron de Bozel.

## Orte am Fluss
(Reihenfolge in Fließrichtung)
- Val Thorens, Gemeinde Saint-Martin-de-Belleville
- Les Menuires, Gemeinde Saint-Martin-de-Belleville
- Saint-Martin-de-Belleville
- Saint-Jean-de-Belleville
- Villarlurin

## Tourismus
In den Bergen des Oberlaufs befindet sich ein bedeutendes Wintersportzentrum im Skigebiet Trois Vallées. Die Hauptorte sind Val Thorens und Les Menuires.